# 程近智
| 程 近智 | 程 近智                                                               |
| ------- | --------------------------------------------------------------------- |
| 生誕    | 1960年 神奈川県                                                       |
| 出身校  | スタンフォード大学工学部卒業 コロンビア大学経営大学院（MBA）修了      |
| 職業    | 実業家                                                                |
| 肩書き  | ベイヒルズ株式会社 代表取締役 元アクセンチュア株式会社 代表取締役社長 |

程 近智（ほど ちかとも、1960年 - ）は、日本のコンサルタント、実業家。
元アクセンチュア株式会社 代表取締役社長。現在、ビジネス、アカデミア、ソーシャル、スタートアップなどのセクターで活動中。

## 略歴
神奈川県生まれ。1982年、米スタンフォード大学工学部卒業、同年アクセンチュア入社。1991年、米コロンビア大学経営大学院（MBA）修了後に復職。2005年、代表取締役。2006年、代表取締役社長。2015年、取締役会長。2017年、取締役相談役などを経て、2018年は相談役を務める。2021年、同社退任。
通信、ハイテク、製造、流通、金融、化学、消費財、小売り、公共サービスなど幅広い業界の70社以上の企業や官公庁に対して数多くの変革プロジェクトを歴任した経験を持つ。
2007年、3月経済同友会入会。09〜16年度幹事、17年～20年度副代表幹事、21年度～幹事。17～18年度Japan 2.0検討PT、先進技術による新事業創造委員会、19年度デジタルエコノミー委員会委員長。20年度環境・資源エネルギー委員会などの委員長を務める。
その他、複数の政府系委員を歴任。

## 主な役職
- 三井住友DSアセットマネジメント株式会社 社外取締役（2016年6月～2023年6月）
- 株式会社マイナビ 社外取締役（2017年12月～）
- コニカミノルタ株式会社 社外取締役（2018年6月～）、取締役会議長（2022年6月～）
- 株式会社三菱ケミカルホールディングス 社外取締役（2019年6月～）
- オリックス株式会社 社外取締役（2021年6月～）
- 株式会社三井住友銀行 社外取締役（2023年6月～）[1]
- サントリーホールディングス株式会社　顧問（2018年7月～）
- カーライル・ジャパン・エルエルシー　シニア・アドバイザー（2021年9月～）
- 東京大学 エグゼクティブ・マネジメント・プログラム外部講師（2008年～2016年）
- 早稲田大学 客員教授（2010年～）
- 東京大学 経営協議会委員 （2016年～）
- 公益財団法人21世紀職業財団 評議員（2018年～）
- 公益財団法人日本フィランソロピック財団　理事（2021年～）